# مشترک‌المنافع (ایالت آمریکا)

نقشه‌ای از ایالات متحده آمریکا، که چهار ایالت آمریکا را که به خود «مشترک‌المنافع» می‌گویند را به قرمز نشان می‌دهد.

مشترک‌المنافع اصطلاحی است که توسط چهار ایالت از ۵۰ ایالت ایالات متحده آمریکا در نام کامل رسمی ایالتی شان به کار می‌رود: کنتاکی، ماساچوست، پنسیلوانیا، و ویرجینیا. همهٔ آنها پیش از سال ۱۷۷۶ که آمریکا مستقل شد، یکی از مستعمرات بریتانیا یا بخشی از آنها بودند (کنتاکی در اصل بخشی از زمین اهدایی مستعمره ویرجینیا بود) و در تاثیرپذیری شدیدی از  قانون مشترک (Common Law) انگلیسی در بخشی از قوانین و نهادهایشان مشترکند.